# Bataan-Nationalpark
Der Bataan-Nationalpark liegt in der Provinz Bataan auf der Insel Luzon, Philippinen. Er erstreckt sich auf einer Fläche von 25.676 Hektar. Als er 1945 eingerichtet wurde, hatte er eine Fläche von 31.365 ha, wurde jedoch 1980 auf eine Fläche von 23.688 reduziert und 1992 auf seine heutige Größe erweitert. Er steht im Anhang des NIPAS-Gesetzes von 1992 als ein geschützter Naturpark.
Er erstreckt sich um den 1.253 Meter hohen Berg Natib auf dem Gebiet der Gemeinden Bagac, Abucay, Morong, Orani, Hermosa und Balanga City. Im Nordwesten schließt sich die 6.261 Hektar große Subic Watershed Forest Reserve an. Der Nationalpark ist ein beliebtes Ausflugsziel für Touristen und für die einheimischen Bevölkerung. 
Die Kernzone des Nationalparks bildet die Region um die beiden Gipfelcalderen des Natib. An seinen Berghängen erstrecken sich bis in ca. 900 Meter Höhe immergrüne Flachlandregenwälder, darüber bildet sich ein Bergwald aus. In den Randzonen liegen landwirtschaftlich genutzte Flächen, die sich mit bebauten Flächen abwechseln. Die Wälder sind jedoch stark bedroht durch Brandrodungen und illegalen Holzeinschlag. Der Ausbruch des nördlich gelegenen Pinatubo im Jahr 1991 schädigte die Wälder im Nationalpark nachhaltig. 
Die abwechslungsreiche Naturkulisse bietet einen Lebensraum für die auf den Philippinen endemischen Riesenborkenratten (Phloeomys pallidus), den Goldkronen-Flughund (Acerodon jubatus), den Philippinenhirsch (Cervus mariannus) und das Philippinische Pustelschwein (Sus philippensis). 
Unter der Avifauna sind bemerkenswert die Philippinenente (Anas luzonica), der Philippinenhaubenadler (Nisaetus philippensis), der Rotsteißkakadu (Cacatua haematuropygia), der Luzon-Spatelschwanzpapagei (Prioniturus luconensis), der Streifenuhu (Bubo philippensis) und die Manila-Papageiamadine (Erythrura viridifacies).